# Orquestra Sinfônica de Porto Alegre

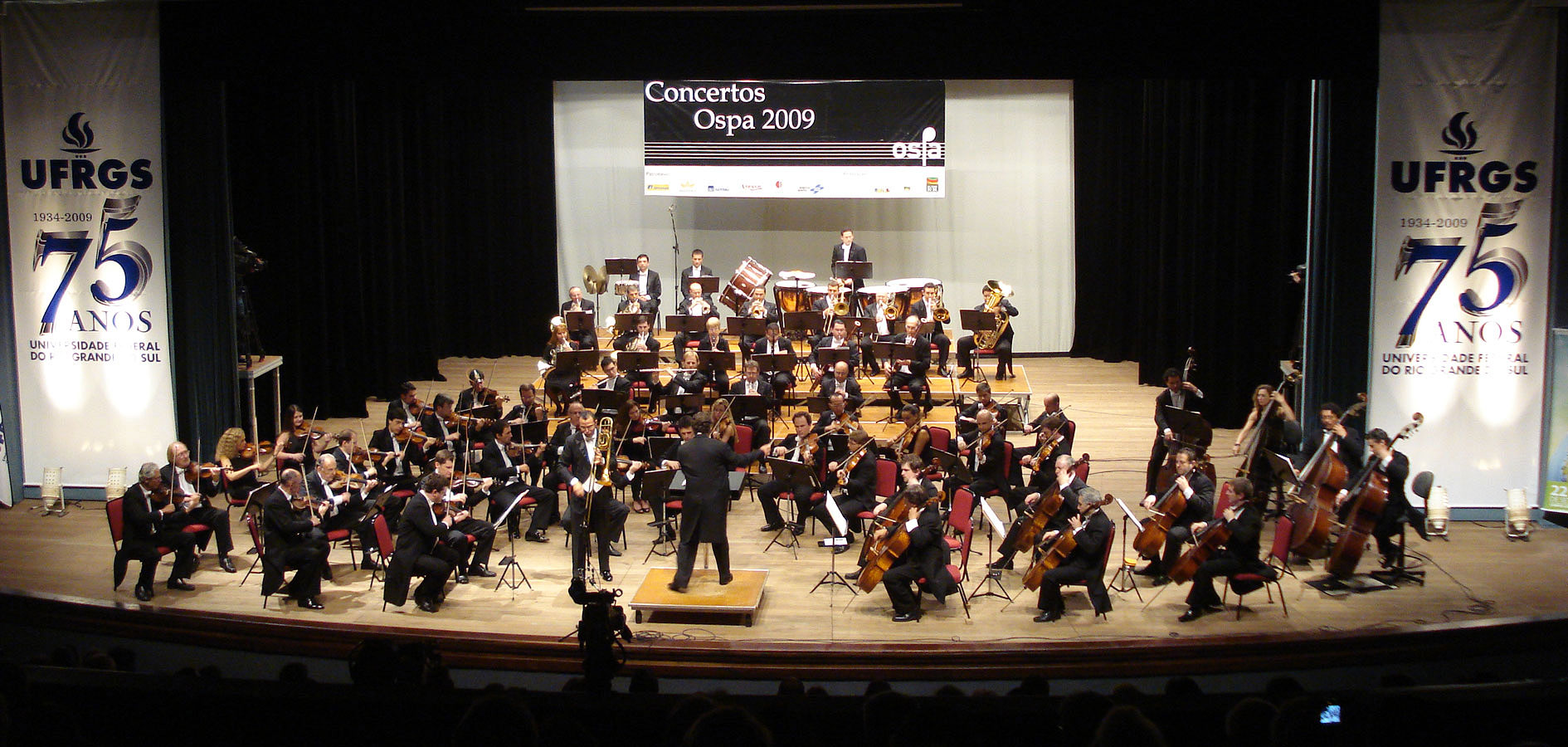
Concerto da OSPA no salão de atos da UFRGS, em 2009.

A Orquestra Sinfônica de Porto Alegre (OSPA) é um conjunto musical brasileiro sediado em Porto Alegre. Foi fundada em 17 de dezembro de 1949 sob os auspícios do Orfeão Rio-Grandense, mas conflitos administrativos levaram à sua extinção em outubro do ano seguinte para ser refundada como uma entidade independente, o que ocorreu em 23 de novembro de 1950. Em 22 de janeiro de 1965 foi encampada pelo Governo do Estado do Rio Grande do Sul, tornando-se uma fundação vinculada à Secretaria da Cultura.
Suas atividades têm sido importantes para a educação musical do público gaúcho e, contando com uma escola de música, para a formação de novas gerações de intérpretes. A OSPA teve em sua história maestros de renome e trouxe para para seus concertos um grande número de solistas e maestros convidados brasileiros e estrangeiros. Criou um público cativo, é um dos ícones culturais de Porto Alegre, a mais antiga sinfônica do Brasil em atividade ininterrupta desde sua fundação, uma das mais importantes do pais, e ganhou reconhecimento internacional. Sua extensa agenda de concertos já atingiu a maioria das cidades do estado. Em 2010 a Prefeitura a declarou Patrimônio Imaterial da cidade.
Em Porto Alegre, a OSPA tem sua sede administrativa e seu memorial dentro do Centro Administrativo Fernando Ferrari (CAFF), na Avenida Borges de Medeiros, n° 1501, no Centro Histórico, além de manter sua escola de música no Palacinho, na Avenida Cristóvão Colombo, n° 300, no bairro Floresta.

## História
Desde fins do século XIX os músicos de Porto Alegre haviam se conscientizado da necessidade de ser criada uma orquestra sinfônica estável. Alguns grupos foram formados nas décadas seguintes, como as orquestras do Club Haydn, a do Centro Musical Porto-Alegrense e a do Sindicato dos Músicos Profissionais, mas dependiam principalmente de financiamento privado, que não foi sempre disponível na medida desejada. Assim, parecia que a saída para as dificuldades recorrentes seria uma fundação amparada pelo Governo do Estado.
Depois que o Orfeão Rio-Grandense firmou uma parceria com o Governo em 1944, obtendo um financiamento permanente para a organização das temporadas líricas oficiais, a materialização dos antigos anseios da classe musical porto-alegrense tornou-se viável. Em 1945 o Orfeão convidou o maestro húngaro Pablo Komlós para dirigir as apresentações da ópera Aida, de Verdi. A boa receptividade incentivou Komlós a retornar à cidade no ano seguinte para reger uma série de concertos sinfônicos com uma orquestra formada por músicos húngaros radicados em Porto Alegre e outros recrutados entre os membros do Sindicato, que contribuíram para firmar sua reputação. Em 1949 o Orfeão teve de substituir seu diretor artístico, e foi cogitado o nome de Komlós para a posição. Na mesma altura o Orfeão se preparava para fundar uma orquestra sinfônica, o que veio a ocorrer em 17 de dezembro, sob a denominação de Orquestra Sinfônica de Porto Alegre. A diretoria foi formada por Clóvis Leite, presidente; Clotário Barbosa, vice-presidente; Paulo Hecker, secretário, e Francisco Roberto Eggers, tesoureiro, sendo nomeado Komlós para organizar o grupo de músicos e servir como maestro titular. Em 23 de março de 1950 foi realizado o primeiro concerto no Theatro São Pedro, que foi um sucesso. Outros concertos foram realizados nos meses seguintes.
A primitiva OSPA havia sido fundada com estatutos e verba próprios, mas sua vinculação ao Orfeão criou um problema jurídico e administrativo. Desta forma, em assembleia do seu Conselho Diretor de 31 de outubro de 1950 foi decidida sua extinção, a fim de eventualmente recriá-la com total independência. Para este fim, nove dos antigos fundadores reuniram-se com outros simpatizantes e, com o apoio do Sindicato dos Músicos, em assembleia de 23 de novembro foi fundada a segunda OSPA. A diretoria foi composta por Luís Fontoura Junior, presidente; João Pio de Almeida, Arnaldo Bercht e Luís Kelen, vice-presidentes; Francisco Machado Vila e João Falcão, secretários; Conrado Ferrari, Fernando Kessler e Artur Schaefer, tesoureiros; Enio Marsiaj, Carlos Ferreira de Azevedo, Paulo Vianna Guedes, João Neugebauer e Ilse Woebcke Warncke, conselheiros. Pablo Komlós permaneceu na regência, e em 5 de dezembro era realizado o primeiro concerto com a execução da 9ª Sinfonia de Beethoven.
Porém, esta segunda fundação não contou com o apoio financeiro do Governo, e desde logo seu financiamento se revelou difícil, sendo necessário recorrer à colaboração de músicos amadores para preencher os quadros. Em 1953 foi assinado um convênio com a Prefeitura, que incluía uma subvenção monetária e a autorização para a utilização de membros da Banda Municipal em caso de necessidade. Esse apoio foi fundamental para que a OSPA pudesse organizar um roteiro de atividades permanente. Outros convênios firmados em 1954 com o Governo do Estado do Rio Grande do Sul e o Governo Federal injetaram mais recursos, mas o pagamento era irregular e os salários dos músicos atrasavam com frequência.

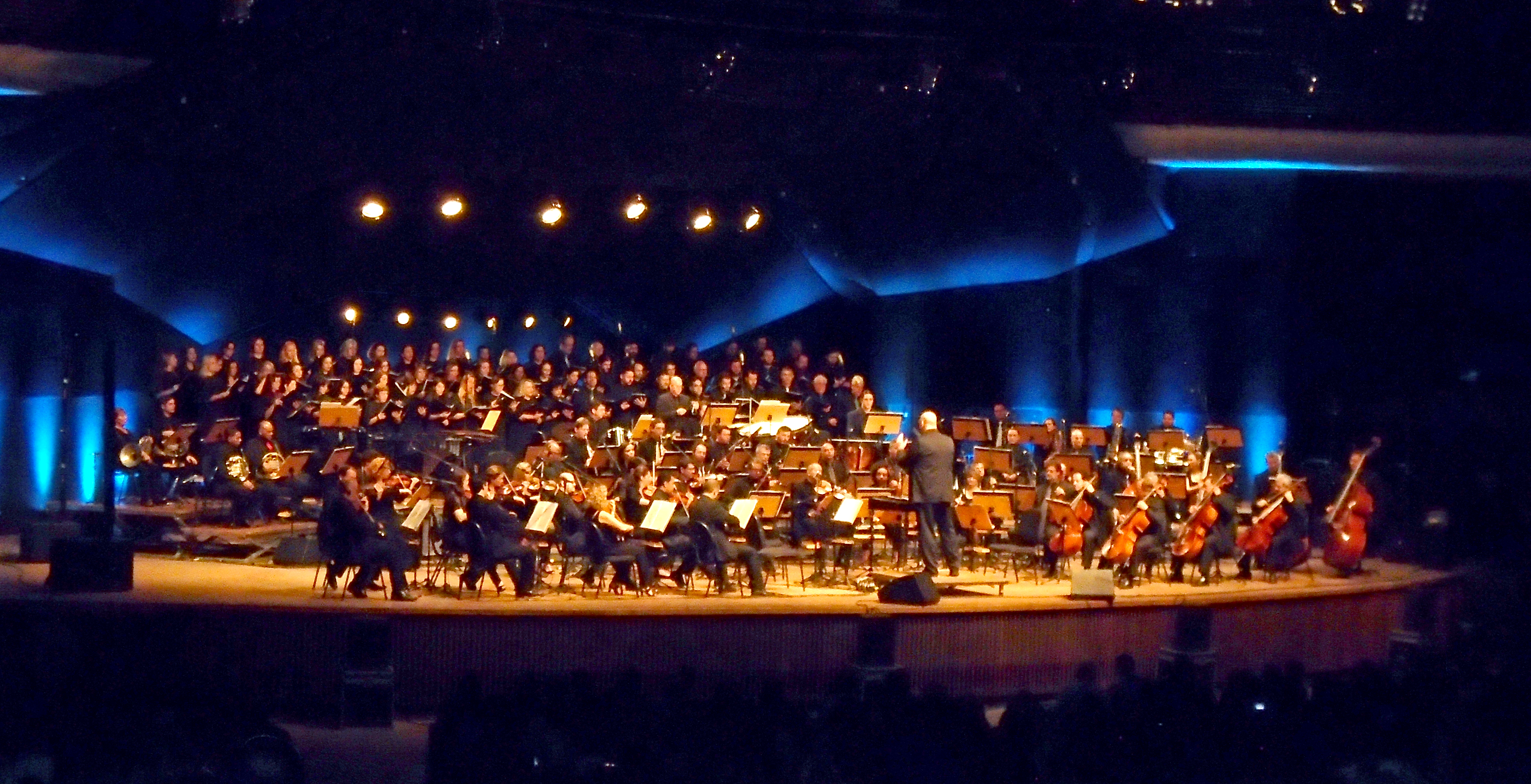
Concerto da OSPA no Auditório Araújo Viana em 2015.

A situação permaneceu difícil até a década de 1960, o que levou à encampação definitiva da orquestra pelo Governo do Estado, criando-se uma fundação através do decreto de lei nº 17.173 de 22 de janeiro de 1965, sob forma de autarquia. Os músicos foram reconhecidos nos seus direitos como funcionários públicos, assim como os estrangeiros, desde que se naturalizassem. Desde então a OSPA é um órgão da Secretaria Estadual de Cultura.
Com o suporte governamental os músicos ganharam um grande aumento de salário, as atividades se estabilizaram e seu número aumentou, mantendo uma média de 70 concertos por ano. Em 1969 foi criado o Coral Sinfônico e em 1970 iniciaram as excursões para fora do estado, a primeira delas com apresentações em São Paulo e Rio de Janeiro. Na gestão do presidente Jorge Alberto Furtado (1972-1974) foram criadas a Escola de Música e a Orquestra de Câmara, e na excursão de 1973 quase todas as capitais brasileiras foram visitadas, recebendo críticas muito favoráveis de vários jornais, que a descreveram como a melhor sinfônica do Brasil naquela época. 1975 foi um ano difícil, muitos músicos migraram para São Paulo e as finanças estavam deficitárias, mas novos convênios firmados com os governos estadual e federal corrigiram os problemas, e em 1976 a OSPA surgia revigorada.
A aposentadoria de Komlós em 1977 causou um grande abalo na instituição, já que ele, junto com Moysés Vellinho, presidente de 1952 a 1972, foram os principais responsáveis pela continuidade do grupo e pela consolidação do prestígio adquirido. Um novo regente e diretor artístico, David Machado, só foi empossado em maio de 1978, mas ele tinha uma visão diferente e fazia outras exigências, criando-se um ambiente de conflito com o presidente da fundação, Oswaldo Goidanich, e com os músicos, e seu contrato foi rescindido em 1980.  Foi substituído por Eleazar de Carvalho, que tinha um enorme prestígio internacional e permaneceu na direção artística até 1987, sendo recontratado para o período de 1991 e 1992, dando novo impulso às atividades de concerto e ao aperfeiçoamento técnico da orquestra e reativando o Coral Sinfônico. Na gestão de Evandro Matté (2015-2024) foi obtido o Palacinho para sediar a Escola de Música, foi criado Coro Jovem, o programa de excursões pelo interior foi retomado, e depois de muitos anos alugando o Teatro Leopoldina para suas apresentações e ensaios, chegou a bom termo o antigo projeto de uma sede própria que incluísse uma sala de concertos, que se tornou a Casa da Música da OSPA, instalada em um amplo espaço do Centro Administrativo do Estado.
Atualmente ocupa o cargo de Diretor Artístico da OSPA o Maestro Manfredo Schmiedt.
A OSPA também teve como regentes titulares/diretores artísticos os maestros Flávio Chamis, Tulio Belardi, Arlindo Teixeira, Cláudio Ribeiro, Ion Bressan, Isaac Karabtchevsky e Tiago Flores. Muitos foram os artistas de renome que passaram pela OSPA. Entre eles, Friedrich Gulda, Antonio Janigro, Janos Starker, Pierre Fournier, Mischa Maisky, Bruno Gelber, Kurt Redel, Montserrat Caballé, Luciano Pavarotti e Josep Carreras, entre outros. Solistas brasileiros como Nelson Freire, Arnaldo Cohen, Arthur Moreira Lima, Roberto Szidon, Miguel Proença, Antonio Meneses, Hugo Vargas Pilger, Jean-Louis Steuermann e Alexandre Dossin também se apresentam regularmente nas temporadas da OSPA.

## Presidentes da Fundação OSPA
- 1950/1952 - Luis Fontoura Júnior
- 1952 - João Pio de Almeida
- 1952/1972 - Moysés Vellinho
- 1972/1975 - Jorge Alberto Jacobus Furtado
- 1975/1981 - Oswaldo Goidanich
- 1981/1983 - Daniel Ioschpe
- 1983 - José Mariano da Rocha Filho
- 1983/1991 - Ivo Nesralla
- 1991/ 1995 - Carmem Pinto
- 1995/1998 - Ludwig Buckup
- 1999/maio de 2001 - Luis Osvaldo Leite
- Junho/julho de 2001 - Flávio Oliveira
- Agosto/2001 - Arnaldo Campos da Cunha
- 2003/2018 - Ivo Nesralla
- 2018/2022 - Luis Roberto Andrade Ponte
- 2023/atual - Gilberto Schwartsmann

## Diretores artísticos / regentes titulares
- 1950/1977 - Pablo Komlós
- 1978/1980 - David Machado
- 1981/1987 - Eleazar de Carvalho
- outubro de 1987/novembro de 1989 - Flávio Chamis
- 1990/julho de 1991 - Tulio Belardi e Arlindo Teixeira
- agosto de 1991/março de 1992 - Eleazar de Carvalho
- setembro de 1992/outubro de 1993 - David Machado
- 1995/1998 - Cláudio Ribeiro
- 1999/maio de 2001 - Tiago Flores
- maio de 2001/2002 - Ion Bressan
- 2003/2010 - Isaac Karabtchevsky
- 2010/2014- Tiago Flores
- 2015/2024 - Evandro Matté
- 2024/atual - Manfredo Schmiedt

## Regentes

### Regentes assistentes
- 1952 / 1978 - Salvador Campanella
- 1974 / 1992 - Arlindo Teixeira
- 1975 / 2004 - Tulio Belardi
- Desde 2005 - Manfredo Schmiedt

### Regentes auxiliares
- 1976 / 1995 - Alfred Hülsberg
- 1968 / 1992 - Nestor Wennholz

## Prêmios e indicações

### Prêmio Açorianos
| Ano  | Categoria               | Indicação | Resultado |
| ---- | ----------------------- | --- | --------- |
| 1998 | Disco de Música Erudita | Música Nova do Rio Grande do Sul                                                                                | Indicado  |
| 2010 | Espetáculo do Ano       | 20º Concerto Oficial comemorativo aos 60 anos da Ospa - 9ª Sinfonia de Beethoven - Regência Isaac Karabtchevsky | Indicado  |
| 2010 | Prêmio Especial do Juri | Homenagem pelos 60 anos da orquestra                                                                            | Venceu    |
| 2014 | Espetáculo do Ano       | Chimango - O Musical (com Arthur Barbosa)                                                                       | Indicado  |
| 2015 | Espetáculo do Ano       | O Grande Encontro - 3ª Edição - Música dos Gaúchos (OSPA e vários artistas)                                     | Indicado  |
| 2022 | Álbum de Música Erudita | OSPA e Convidados (OSPA e vários artistas)                                                                      | Venceu    |
| 2022 | Álbum do Ano            | OSPA e Convidados (OSPA e vários artistas)                                                                      | Venceu    |